# GCA Airlines
GCA Airlines (conosciuta anche come Gran Colombia de Aviación SAS) era una compagnia aerea colombiana sussidiaria di Avior Airlines, registrata presso la Camera di Commercio di Ibagué e con sede nella città di Cali, che forniva servizi di trasporto passeggeri.

## Storia
GCA Airlines è stata registrata presso la Camera di Commercio della città di Ibagué il 17 agosto 2017 e il 30 agosto dello stesso anno sono stati richiesti permessi anche all'Aeronautica Civile Colombiana per ottenere l'approvazione della sua costituzione come compagnia di trasporti, insieme con diverse rotte nazionali e internazionali. In quell'occasione, l'Aeronautica Civile ne ha approvato la costituzione e tutte le rotte richieste ad eccezione della rotta Cali - Valencia, che è stata rinviata.
Inizialmente, nella richiesta presentata ad Aerocivil, l'aeroporto di Perales nella città di Ibague era concepito come base operativa della compagnia aerea, ma il ritardo nei lavori di ammodernamento dell'aeroporto ne ha limitato l'avanzamento nella certificazione, spingendo alla richiesta di trasferimento da Perales all'aeroporto Internazionale Alfonso Bonilla Aragón.
L'11 luglio 2018, da Latacunga, è arrivato all'aeroporto Internazionale El Dorado il primo aereo della compagnia aerea, un Boeing 737-400 che giorni dopo è stato trasferito all'aeroporto di Cali per avviare le procedure di certificazione davanti all'Aeronautica Civile.
Il 29 novembre 2019, la compagnia aerea ha iniziato le operazioni con un volo tra l'aeroporto Internazionale Alfonso Bonilla Aragón di Cali e l'aeroporto Internazionale Rafael Núñez nella città di Cartagena.
Ad aprile 2022, GCA Airlines ha sospeso le operazioni.

## Destinazioni
Al 2022, GCA Airlines operava solamente voli all'interno della Colombia.

## Flotta
Ad aprile 2022 la flotta di GCA Airlines era composta da tre Boeing 737-400 e tre Fokker F50.